# Kleinhoscheid
Kleinhoscheid (en luxembourgeois : Klenghouschent ) est un lieu-dit de la commune luxembourgeoise de Wiltz.